# Veterinären 10

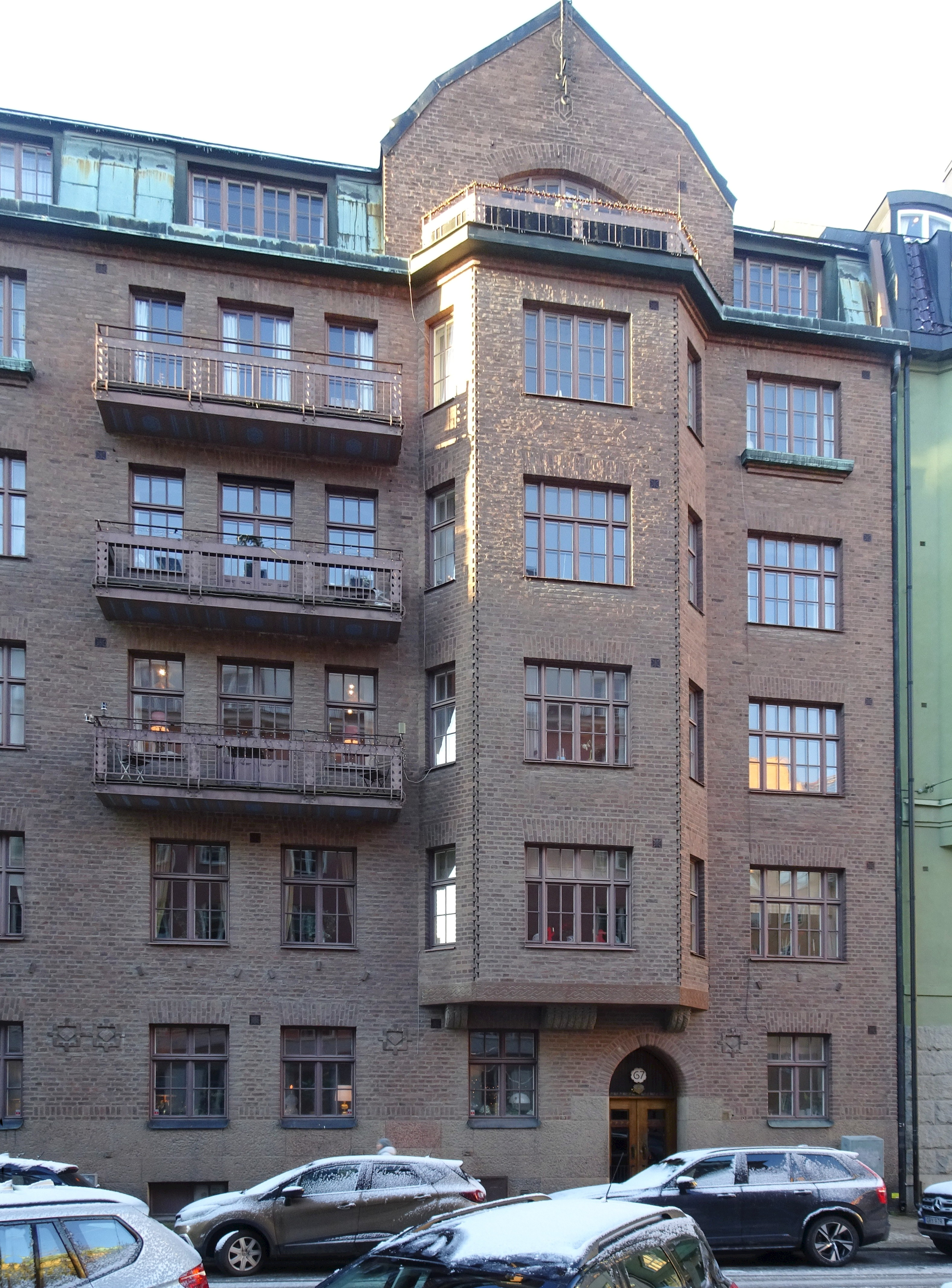
Grevgatan 67, Veterinären 10, 2021.

Veterinären 10 är en kulturhistoriskt värdefull bostadsfastighet i kvarteret Veterinären vid Grevgatan 67 på Östermalm i Stockholm. Byggnaden beskrivs av Murmästareämbetet som ”en nationalromantisk pärla” och är av Stadsmuseet i Stockholm blåmärkt vilket betyder "att bebyggelsen bedöms ha synnerligen höga kulturhistoriska värden".
Huset uppfördes 1912–1914 på tomten Veterinären 10, nära den då nyanlagda Carlaplanen. På platsen låg 1880-1911 Veterinärinstitutet vars tomt sträckte sig mot nordväst och tvärs över nuvarande Grevgatan. Institutet gav upphov till det relativt nya kvartersnamnet Veterinären. Intill byggnaden ligger Veterinären 11 (Grevgatan 65) med snarlikt utseende. Båda byggnader är ritade av arkitektkontoret Westholm & Bagger dock med olika byggherrar. Bara Veterinären 10 är blåmärkt av Stadsmuseet.

## Historik

### Bakgrund

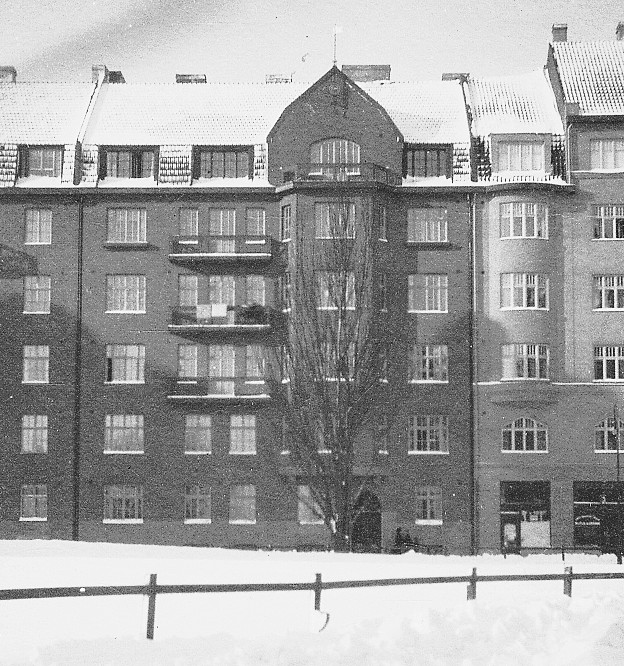
Nybygget 1916.

Byggherre för Veterinären 10 var målarmästaren Knut Sjöstrand som även titulerade sig fabrikör och byggmästare. Han anlitade Sigurd Westholm och John Bagger vilka mellan 1901 och 1915 drev ett gemensamt arkitektkontor. Tillsammans ritade de ett 20-tal bostadshus i Stockholm. Ingenjören Bernhard Johansson fick uppdraget att bygga huset och ingenjörsbyrån Looström & Gelin konstruerade det. 
Sjöstrand planerade en byggnad med fem våningar samt inredd vindsvåning. Det blev mer än vad stadsplanen för området medgav och dåvarande stadsarkitekten Kasper Salin konstaterade i juni 1912: Bifall till ansökan kan icke tillstyrkas. Efter en del ändringar och en mängd föreskrifter beviljade Salin bygglov och Sjöstrand fick som han ville: fem våningar plus takvåning samt hel källare. Byggnaden kunde slutbesiktigas i april 1914. Under tiden hade fasaden mot gatan ändrats några gånger med bland annat en asymmetrisk placerad fronton över burspråket.

### Exteriör
Westerholm & Bagger gestaltade husets yttre i nationalromantisk stil. Fasaden uppfördes med sparsam dekor i rödbrunt, hårdbränt tegel. Längs gatan går en hög sockel av natursten. Burspråket, som utåt markerar lägenheternas salonger, avslutas högst upp med en balkong till vindslägenheten. Tre grunda balkonger i våning 3–5 sträcker sig längs matsalarnas hela bredd. Balkongfronterna består av målade smidesräcken, balkongernas undersidor är putsade och målade i reliefmönster. Portalens omfattning är i sin nedre del av natursten och avslutas uppåt i en spetsbåge av tegel. Portens båda draghandtag är skulpterade i mässing och smyckas av stiliserade kottar och barr.

### Interiör

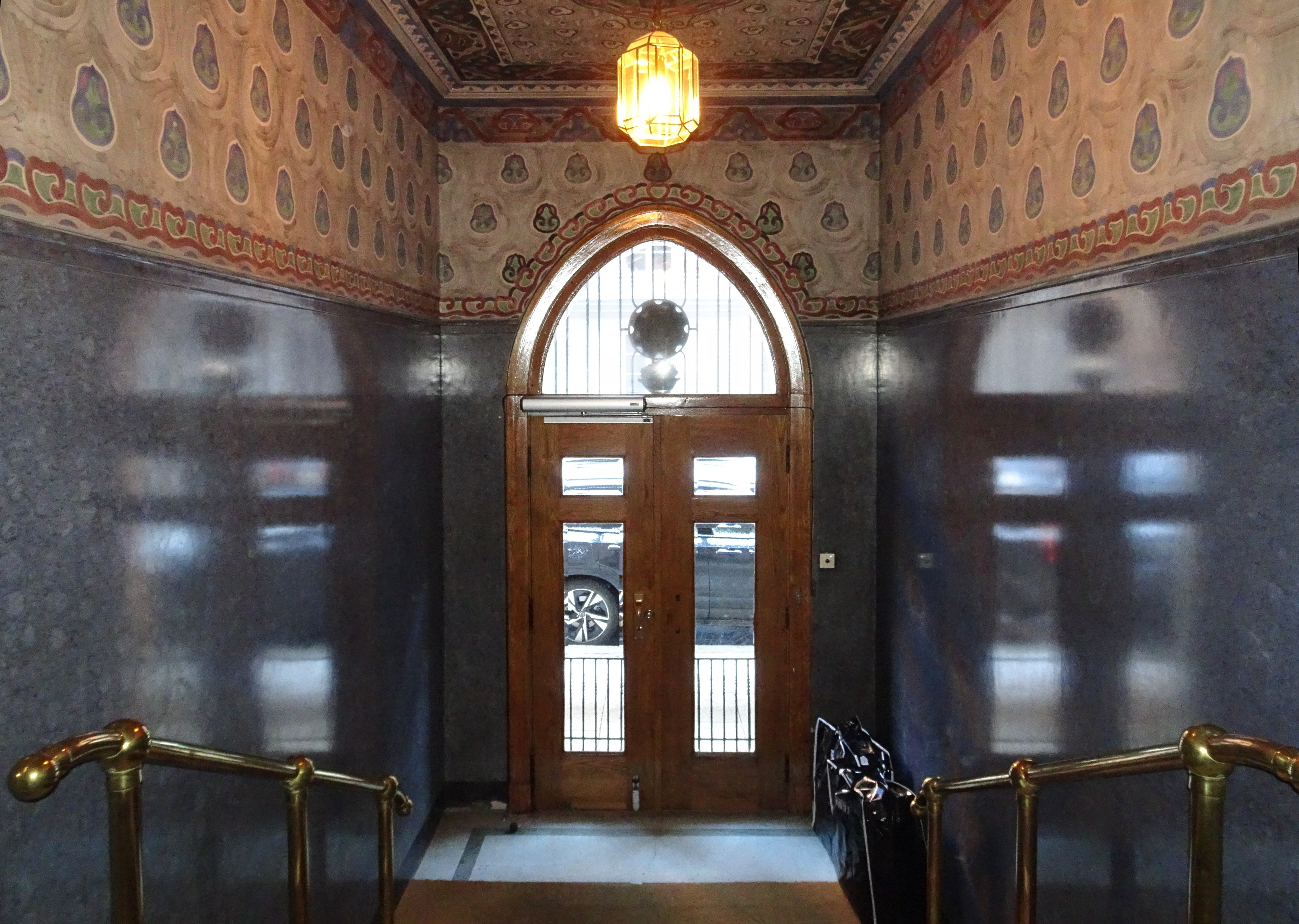
Entréhallen, vy mot porten.

Entréhallen, trapphallen, huvudtrappan och våningsplanen utfördes praktfulla. De är idag fortfarande mycket väl bevarade och ett bra exempel för 1910-talets dekorerade hyreshusentréer. I entréhallen märks blank stucco lustro i azurblå kulör på väggarna och takmålningar i Filip Månsson anda. Golvet är klätt av vit marmor med grågrön fris. I trappuppgången fortsätter den påkostade ytbehandlingen av golv, väggar och tak.
Varje huvudvåningsplan innehöll från början bara en enda lägenhet om sju rum och kök inklusive jungfrukammare. På bottenvåningen låg en fyrarummare och en liten portvaktslägenhet. Tjänstefolket hade en egen, så kallad kökstrappa som gav tillgång direkt till köket, därifrån fanns dörrar till barnkammare samt serveringsrum och vidare till matsalen. I köket installerades en elektrisk siffertavla som signalerade till personalen i vilket rum herrskapet önskade betjäning. Standarden var hög och det fanns två vattentoaletter och ett badrum per lägenhet. Uppvärmningen skedde dels med kakelugnar, dels med centralvärme. Hissar fanns i huvudtrappan (fabrikat Graham Brothers) och i kökstrappan.
Lägenheternas interiörer bevarar fortfarande stora delar av sin ursprungliga inredning. Här finns boaserade väggar, ådringsmålade dörrar med original beslag, bröstpaneler, kälade tak och mönsterlagda parkettgolv samt kakelugnar med olika dekor. I den rymliga entréhallen märks en öppen spis i grön marmor med kåpa av hamrad kopparplåt i rustik, nationalromantisk stil. I några serveringsrum är de ursprungliga inbyggnadsskåpen intakta.
Knut Sjöstrand bodde inte själv i byggnaden som han sålde 1918 till grosshandlaren G.A. Schedin. Idag finns tio bostadsrätter i huset som ägs av Brf. Veterinären 10 som bildades 1979. Den största lägenheten omfattar 257 m², den minsta 48 m². År 2016 såldes en av lägenheterna, en femma med 188 m², för 18 miljoner kronor.

## Bilder

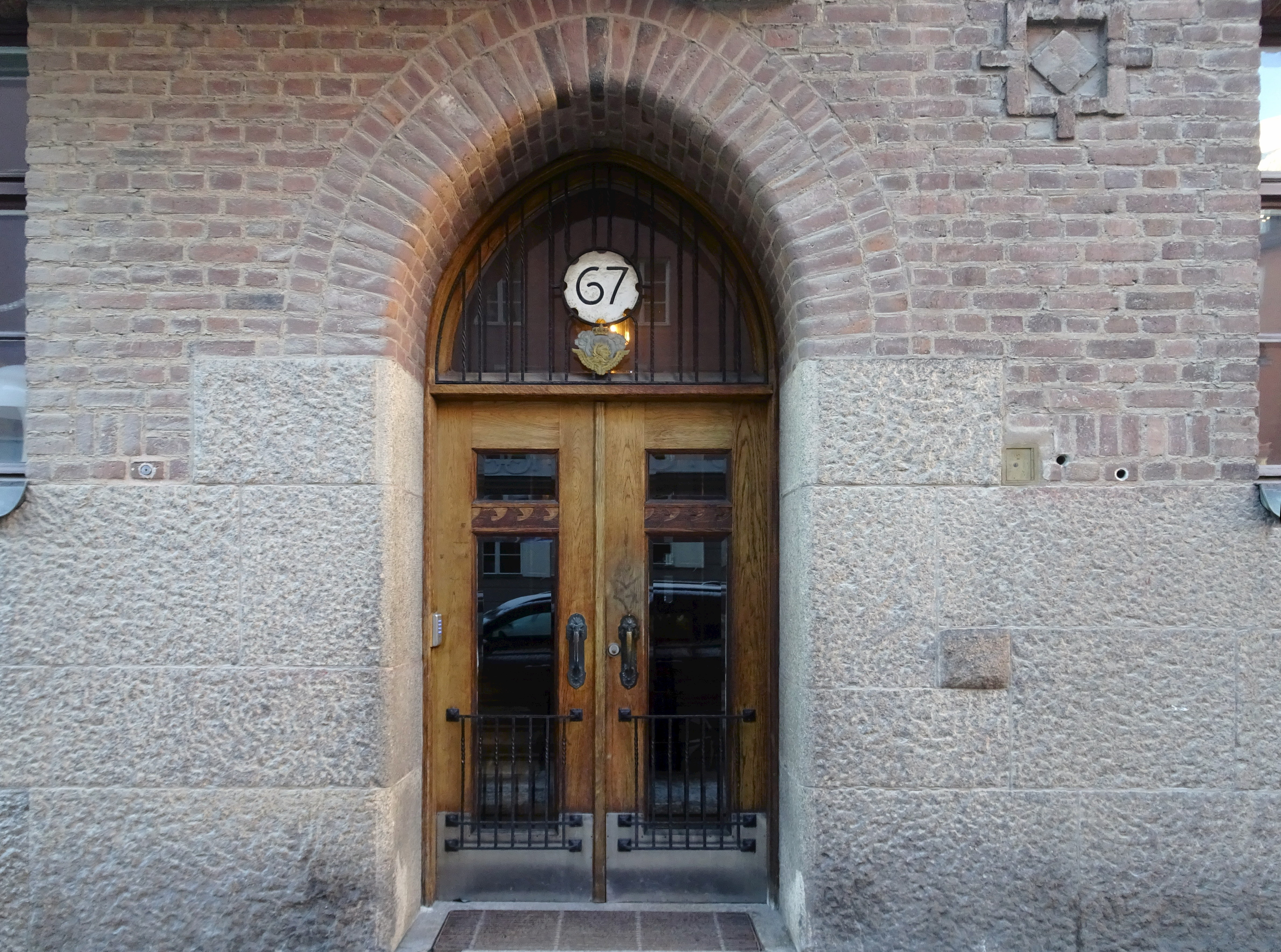
Entréportal.
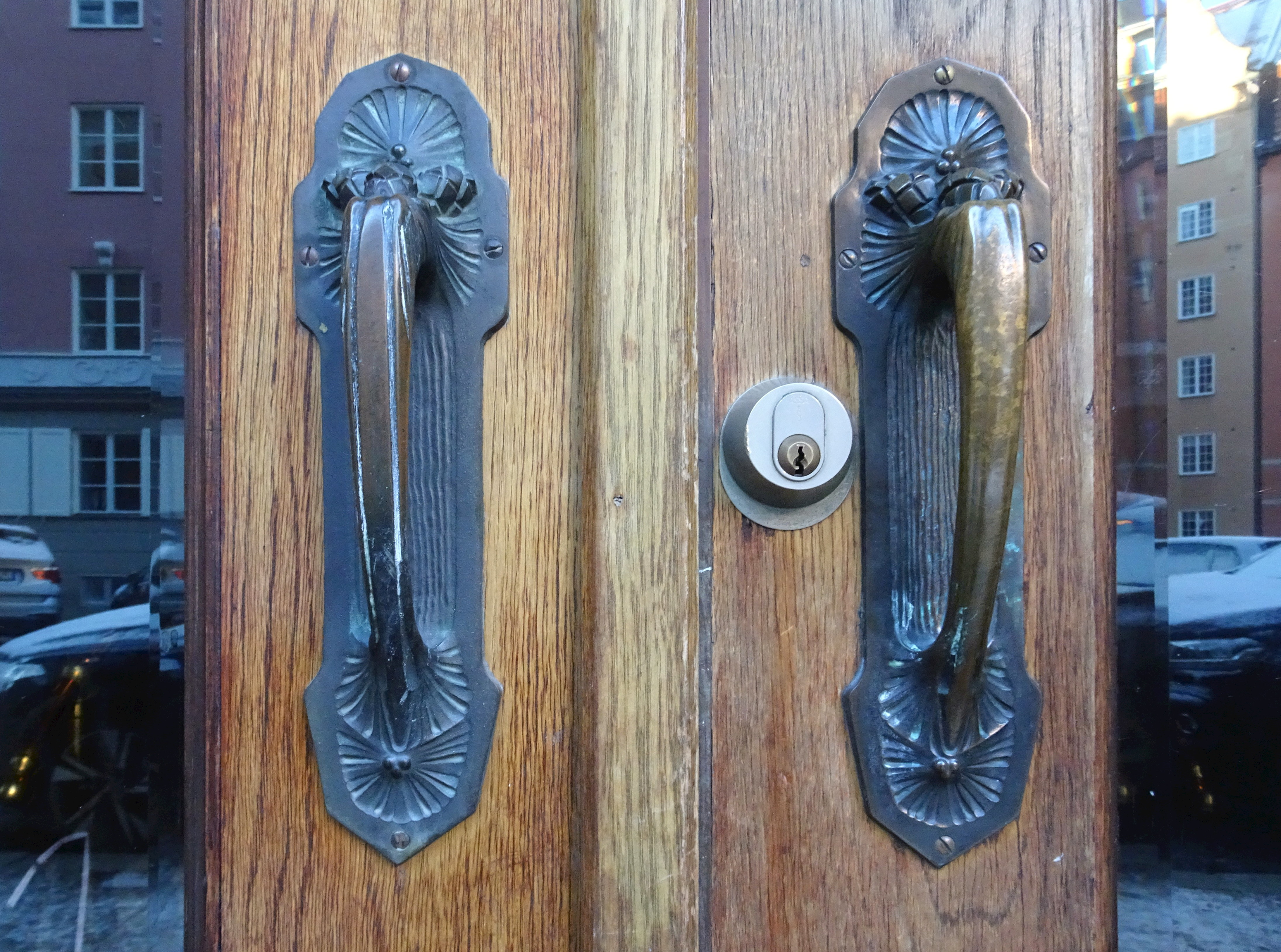
Entrédörrarnas draghandtag.
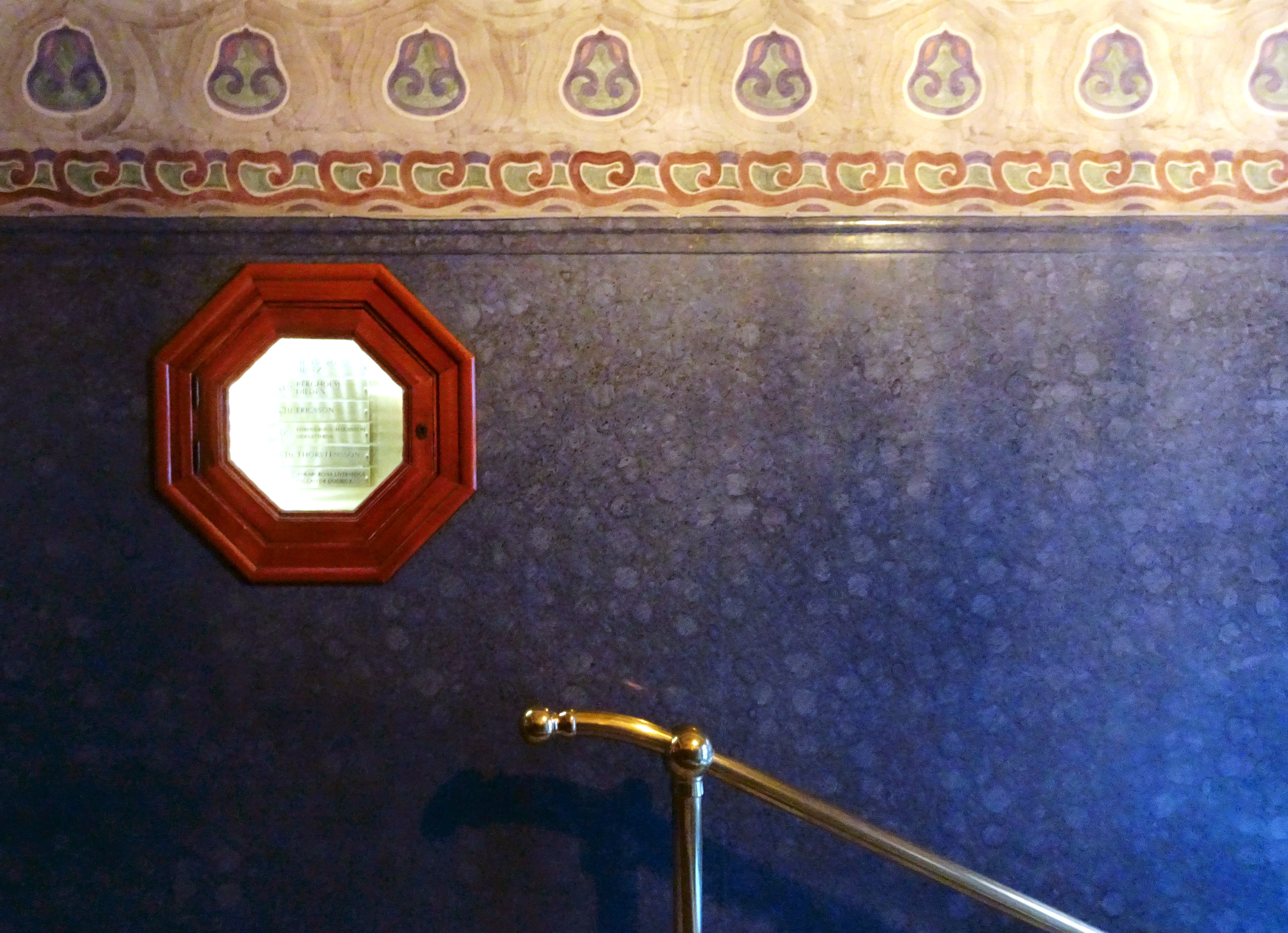
Entréhallens azurblå stucco lustro.
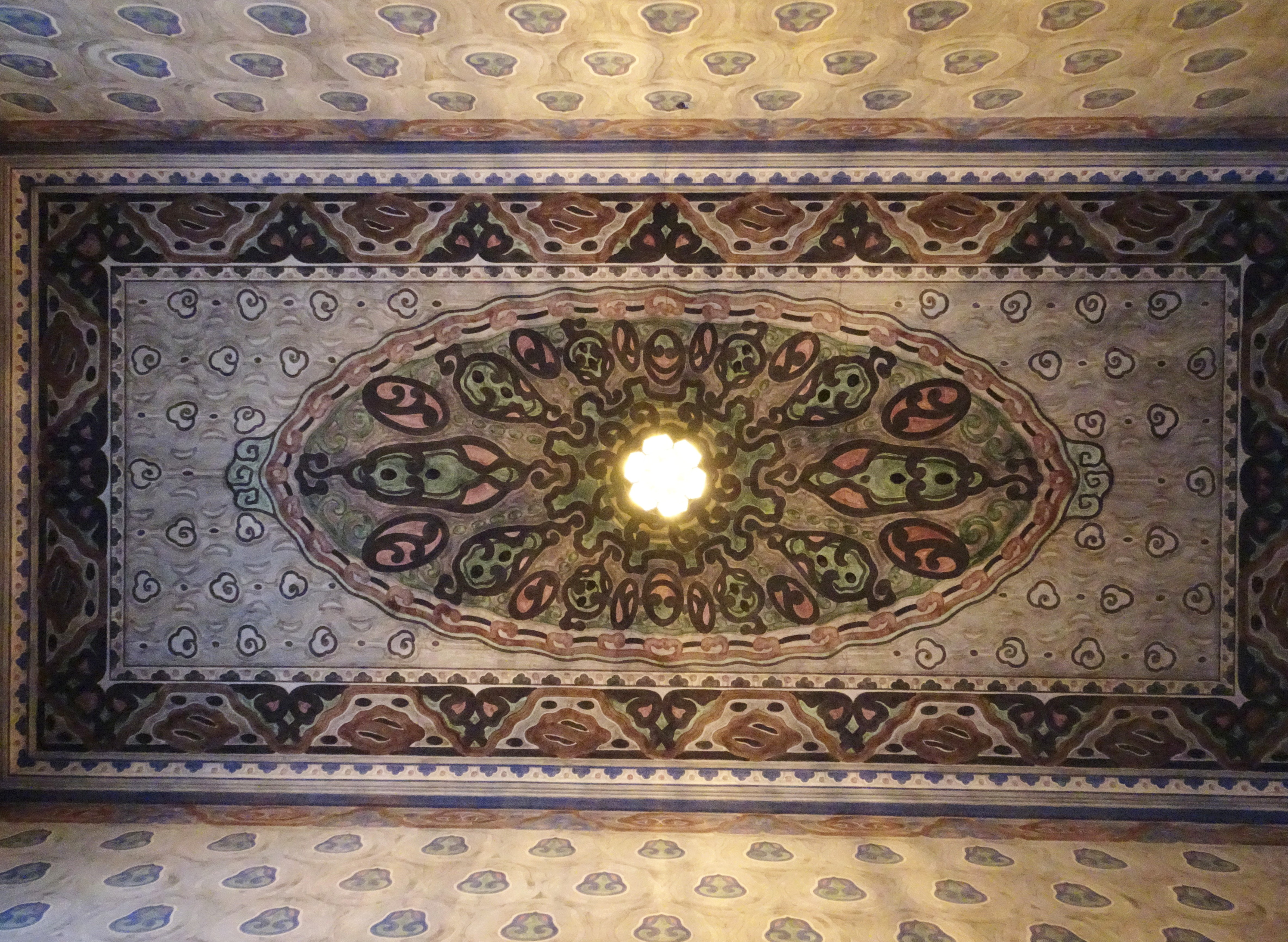
Takmålning i entréhallen.
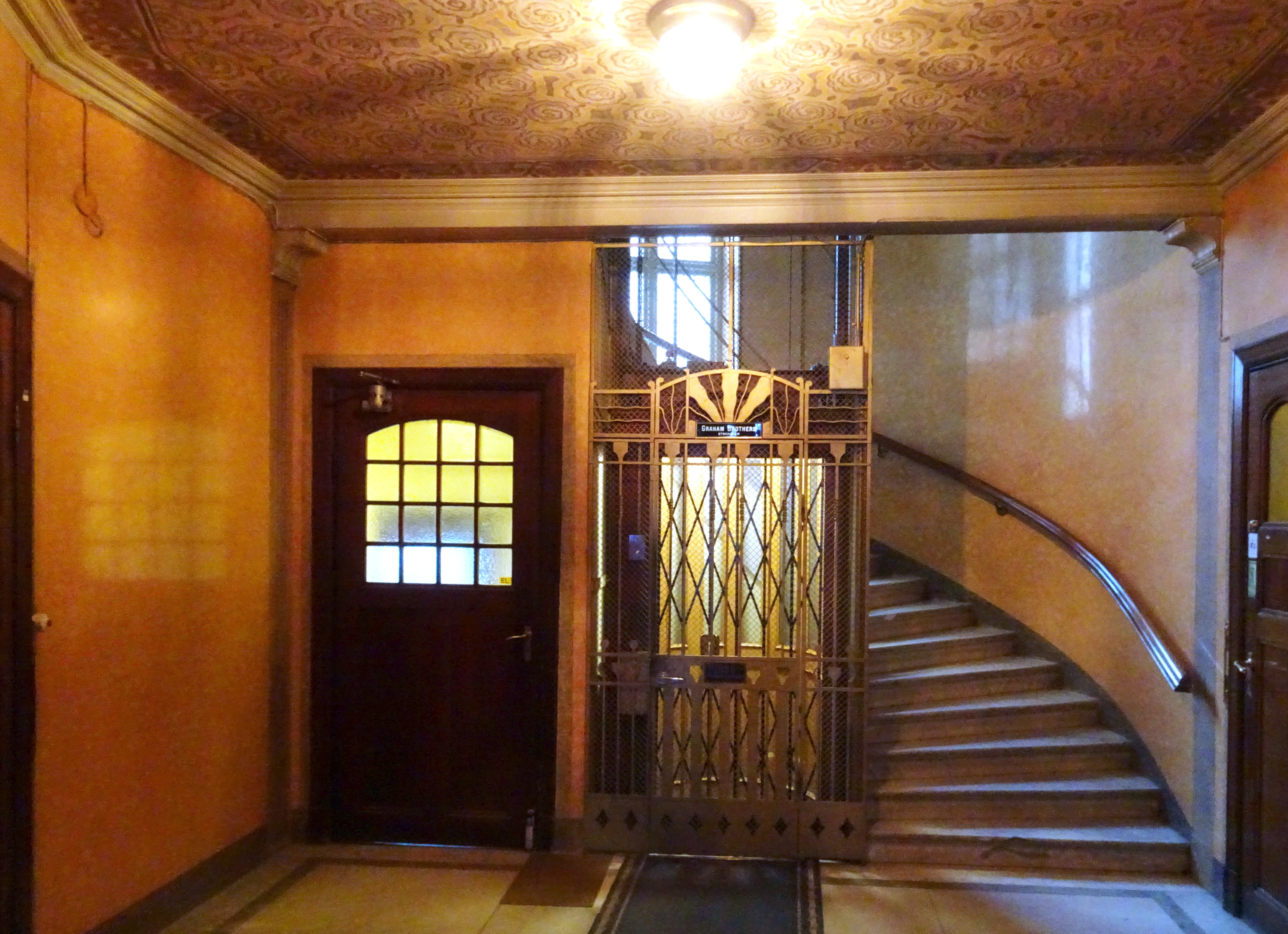
Trappa och hiss.